# Курув (Нижньосілезьке воєводство)
Курув (пол. Kurów) — село в Польщі, у гміні Вйонзув Стшелінського повіту Нижньосілезького воєводства.
Населення — 182 особи (2011).
У 1975-1998 роках село належало до Вроцлавського воєводства.

## Демографія
Демографічна структура станом на 31 березня 2011 року:
|          | Загалом | Допрацездатний вік | Працездатний вік | Постпрацездатний вік |
| -------- | ------- | ------------------ | ---------------- | -------------------- |
| Чоловіки | 88      | 16                 | 66               | 6                    |
| Жінки    | 94      | 18                 | 54               | 22                   |
| Разом    | 182     | 34                 | 120              | 28                   |